# ایستگاه راه‌آهن چینگفورد
ایستگاه راه‌آهن چینگفورد (انگلیسی: Chingford railway station) یکی از ۳ ایستگاه ابتدایی بخش شمالی خط لی ولی متروی زمینی لندن است.
این ایستگاه که در ناحیه چینگفورد واقع شده در سال ۱۸۷۳ تأسیس و در سال ۱۸۷۸ پس از ساخت ایستگاه جدید تغییر مکان داده شده‌است.

## نگارخانه

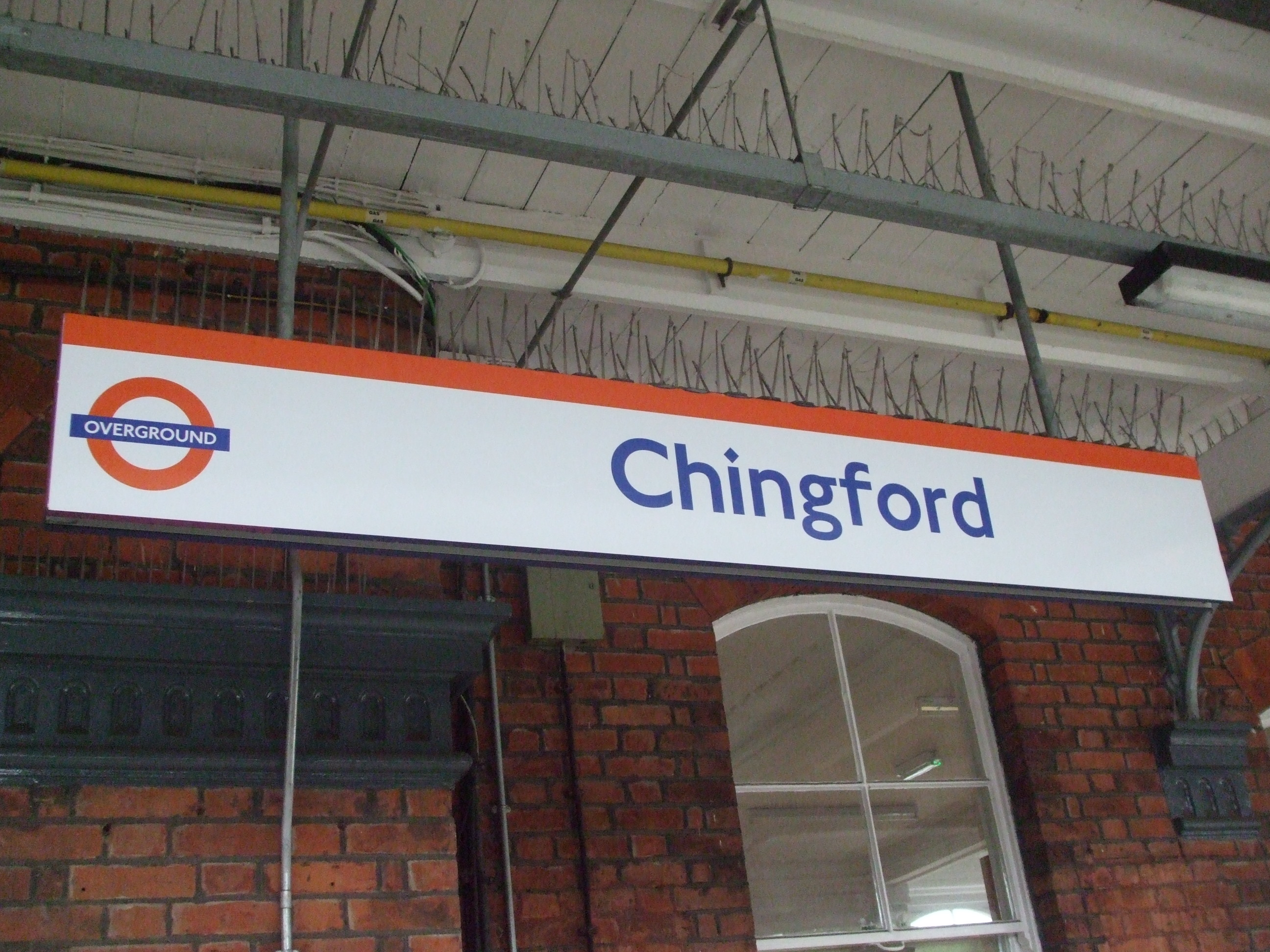
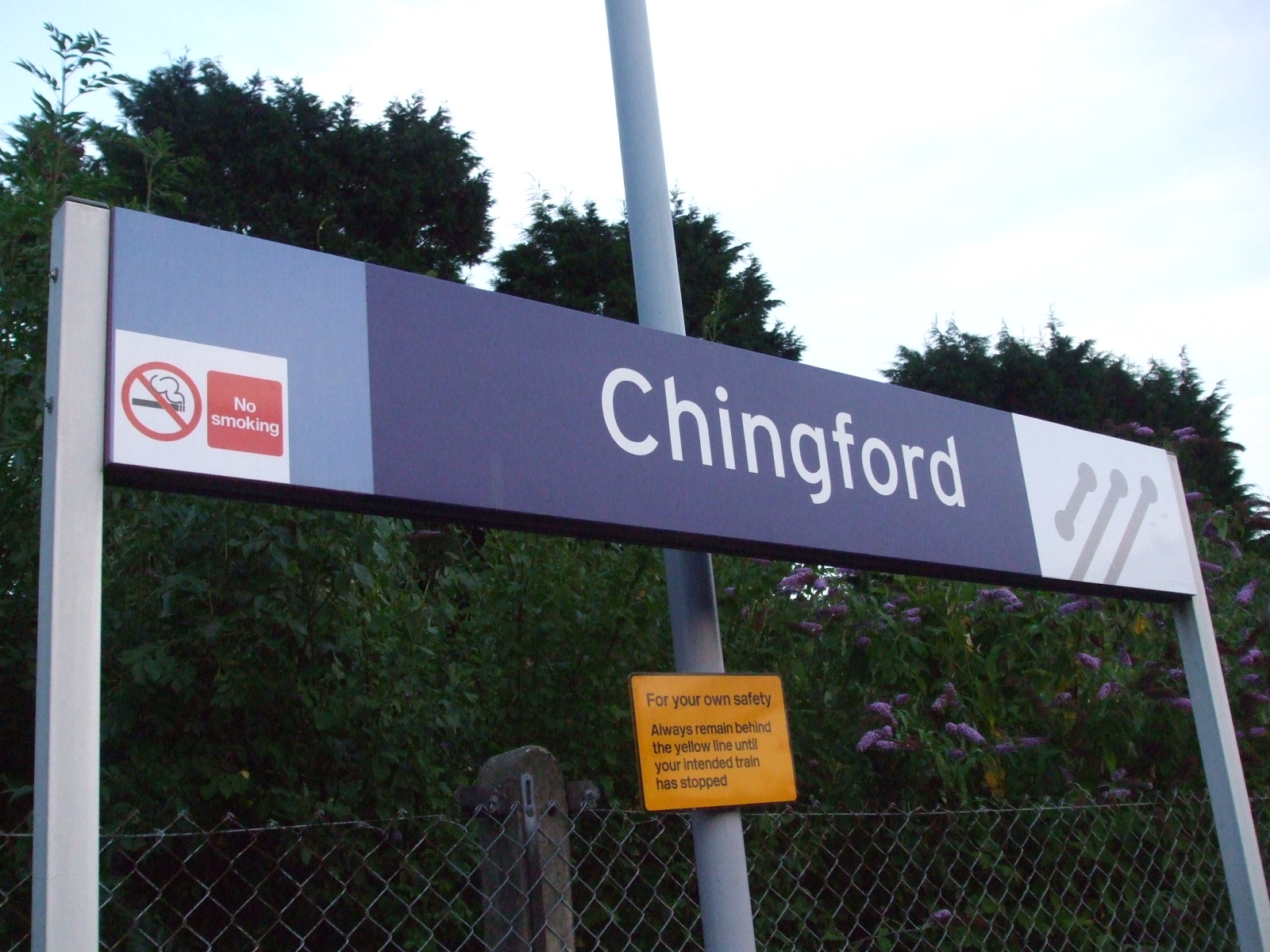
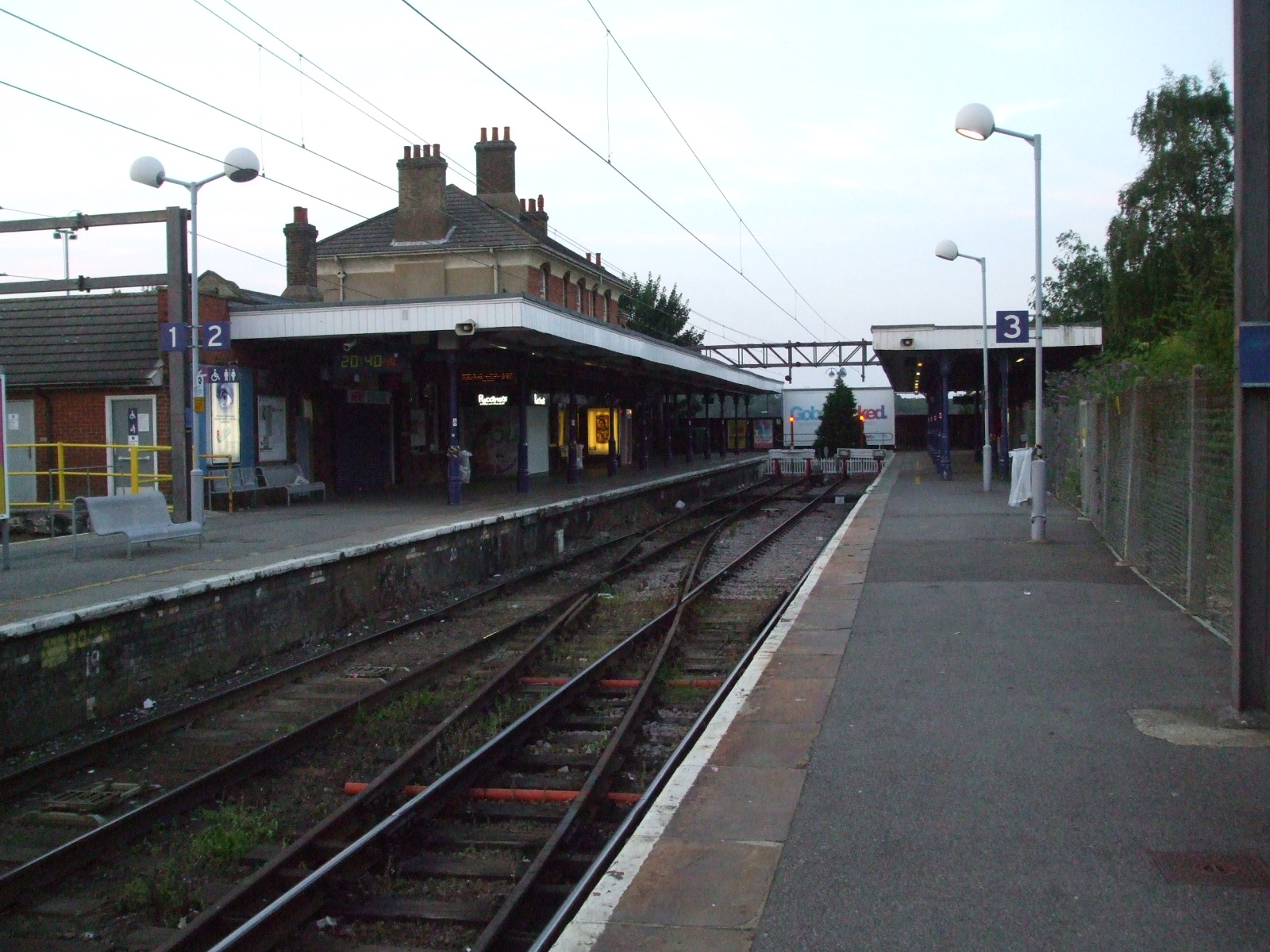
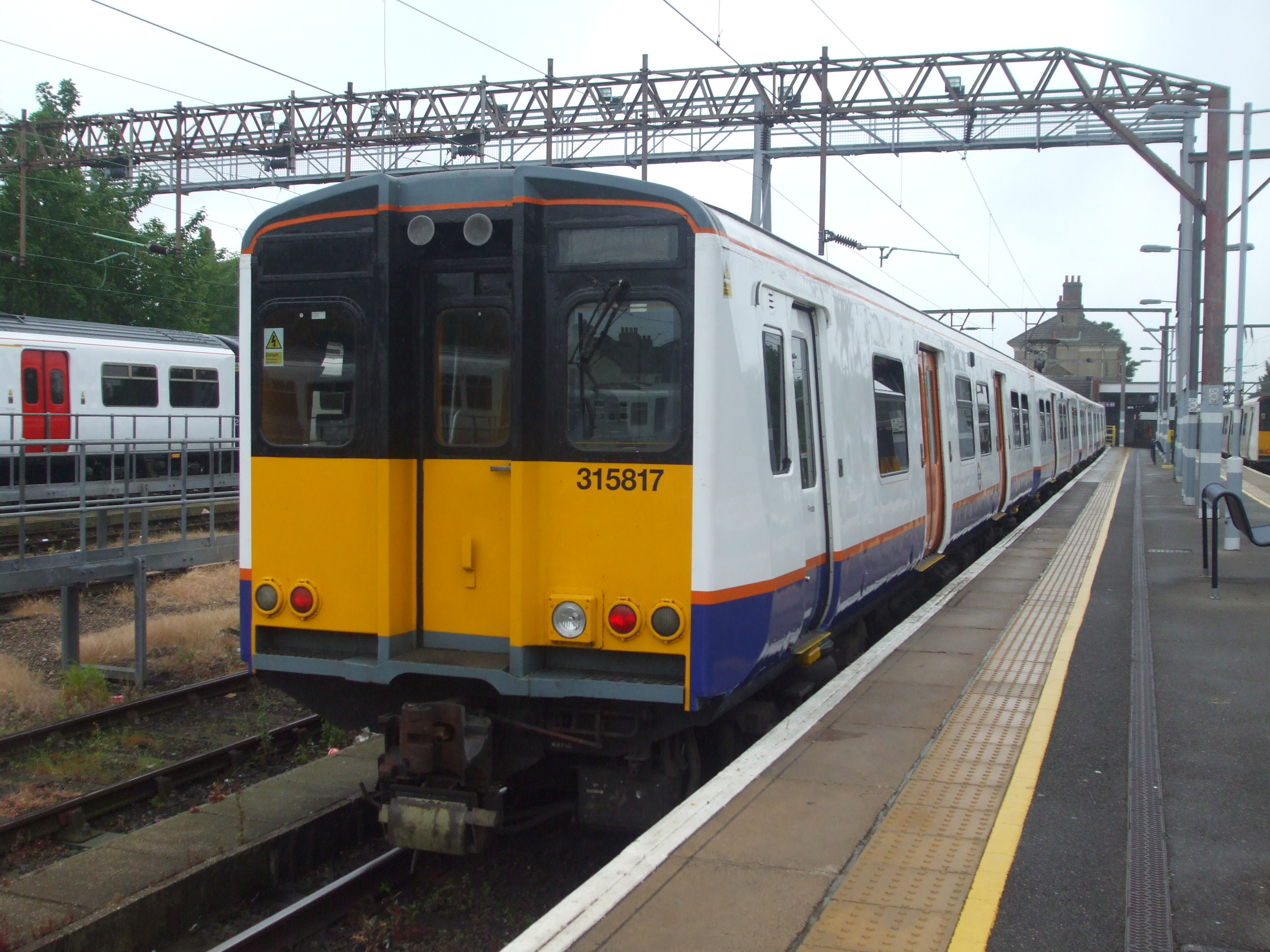